# Phylica bolusii
Phylica bolusii är en brakvedsväxtart som beskrevs av Neville Stuart Pillans. Phylica bolusii ingår i släktet Phylica och familjen brakvedsväxter. Inga underarter finns listade i Catalogue of Life.